# Conrad Lant
Conrad Thomas Lant, pseudonim Cronos (ur. 15 stycznia 1963 w Londynie) – brytyjski basista i wokalista, znany przede wszystkim z występów w grupie Venom. 
Lant jest jednym z założycieli Venom (1978), w którym występował do 1987. Po odejściu założył własny zespół Cronos, w którym był aktywny do jego rozwiązania w 1995. Następnie powrócił do Venom, którego członkiem jest do dziś. 
Występował gościnnie m.in. z zespołami Massacre (utwór Warhead z płyty Inhuman Condition z 1992 – cover Venom), Cradle of Filth (Haunted Shores z płyty Dusk...and Her Embrace z 1996), Probot (Centuries of Sin otwierający płytę Probot, projekt muzyczny Dave'a Grohla z Nirvany z 2005) czy Hammerfall (Knights of the 21st Century z płyty Chapter V: Unbent, Unbowed, Unbroken z 2005). 
W 2009 muzyk został sklasyfikowany na 39. miejscu listy 50 najlepszych heavymetalowych frontmanów wszech czasów według Roadrunner Records.
Za swoje główne inspiracje muzyczne uważa zespoły Kiss, Judas Priest oraz Black Sabbath.

## Dyskografia
Venom
- Welcome to Hell (1981)
- Black Metal (1982)
- At War with Satan (1983)
- Possessed (1985)
- The Singles 1980-1986 (1986)
- Eine Kleine Nachtmusik (1986)
- Calm Before the Storm (1987)
- The Book of Armageddon (1992)
- The Second Coming Live at Dynamo 1996 (1996)
- Cast in Stone (1997)
- Resurrection (2000)
- Metal Black (2006)
- Hell (2008)
- Fallen Angels (2011)

## Filmografia
- In a Metal Mood (1996, film dokumentalny, reżyseria: Henning Lohner)[6]
- Black Metal: A Documentary (2007, film dokumentalny, reżyseria: Bill Zebub)[7]
- Black Metal: The Music of Satan (2011, film dokumentalny, reżyseria: Bill Zebub)[8]